# Alberto Asarta Cuevas
Alberto Asarta Cuevas (Saragossa, 1951) és un militar espanyol, retirat. Ascendit a General de Divisió al juliol de 2009, ha participat en missions internacionals de pau a El Salvador, Bòsnia i Hercegovina i Líban, i en la Força multinacional Iraq desplegada en la guerra de l'Iraq. Des del 28 de gener de 2010 fins a gener de 2012 va ser Comandant de les forces d'UNIFIL, la missió de Nacions Unides al, Líban reemplaçat pel militar italià Paolo Serra.

## Carrera militar

### Formació
Després de graduar-se a l'Escola de l'Armada Espanyola, va ingressar en l'Exèrcit de Terra d'Espanya al juliol de 1971, i el 1975 va ser promogut a oficial d'Infanteria. Va completar la seva formació a l'Escola Nacional de la Defensa de l'Argentina, assistint també a la Escola Naval dels Estats Units i l'Escola Militar de l'OTAN a Alemanya.

### Destins
De 1975 a 1988 va exercir com a comandant en forces de paracaigudistes, Legió Espanyola i Infanteria. Entre les seves destinacions, cal citar la Prefectura del Comandament d'Ensinistrament i Doctrina (MADOC), la Caserna General del Cos de l'Exèrcit Europeu a Estrasburg, el Terç 'Alejandro Farnesio' IV de la Legió, la III Bandera Ortiz de Zárate de la Brigada Paracaigudista i el Grup de Forces Regulars d'Infanteria 'Alhucemas' 5.
També va estar al comandament de la Brigada d'Infanteria Cuirassada "Guadarrama" XII a El Goloso (Madrid) i en el Regiment d'Infanteria Mecanitzada Castilla n. 16.

### Missions de pau
Les seves primeres comeses a l'estranger van ser amb el Grup d'Observadors de les Nacions Unides a Centreamèrica (ONUCA) el 1991, i amb la Força d'Estabilització de l'OTAN (SFOR) a Bòsnia i Hercegovina el 1997 i 2001-02.
Durant la primera meitat de 2004, i amb el grau de Coronel, va ser segon responsable del contingent de 1.300 homes enviat pel governo espanyol dins de la Força Multinacional Iraq desplegada en la Guerra de l'Iraq, al comandament del General Fulgenci Coll Bucher. Allí, va ser responsable de la protecció dels aquarteraments de Diwaniya i Najaf, que van haver de combatre contra la insurrecció iraquiana en un dels períodes de majors hostilitats. Posteriorment, se li va assignar el comandament de l'operació de retirada de les tropes espanyoles de l'Iraq, produït al maig d'aquest any.
El desembre de 2008 es va incorporar a la Força Provisional de les Nacions Unides pel Líban, on va estar al comandament d'un contingent de 4.200 soldats de l'Índia, Indonèsia, Nepal, Malàisia, Polònia, El Salvador, Xina i Espanya, missió que va exercir fins a abril de 2009. Va retornar a Espanya com a assessor del cap d'Estat Major de l'Exèrcit de Terra, i tres mesos després va ser ascendit a general de Divisió. A la fi d'any va ser proposat per l'executiu espanyol com a màxim responsable de les forces de l'ONU a Líban. Va prendre possessió del seu càrrec el 28 de gener de 2010, en un acte al que va acudir la Ministra de Defensa, Carme Chacón. Va estar al comandament de 12.200 militars de 29 països, i ha estat el primer espanyol que va dirigir una operació multinacional de pau de l'ONU, sent reemplaçat en el comandament de la comandància pel militar italià Paolo Serra.
Alberto Asarta està casat i és pare de dos fills, i parla fluidament anglès i francès.

## Carrera política
El març de 2019 es va confirmar que encapçalaria la llista de candidats de Vox per la província de Castelló a les eleccions generals espanyoles d'abril de 2019.